# Sagobrottstycken om några fornkonungar i Dana- och Sveaväldet
Sögubrot af nokkrum fornkonungum í dana ok svíaveldi, Sagobrott, är en ofullständigt bevarad isländsk fornaldarsaga som berättar om några tidiga konungar i Norden. Den berättar bland annat om Ivar Vidfamne som skall ha härskat över ett nordiskt storvälde som förutom Sverige och Danmark även innefattade Kurland, Saxland och Northumbria.
Sagan berättar också om det berömda Bråvallaslaget där den svenske kungen Sigurd Ring besegrade den danske Harald Hildetand. Slaget skall ha varit det största som stått i Norden enligt legenderna. I slaget deltog många berömda kämpar såsom Starkad den gamle, Herröd, med flera.

## Källförteckning
1. ↑  Carl Georg Starbäck; Per Olof Bäckström. ”99 (Berättelser ur svenska historien / Första bandet. Sagoåldern. Medeltiden. I. Till Kalmare-unionen)”. runeberg.org. https://runeberg.org/sverhist/1/0103.html. Läst 1 juni 2024.